# Robert B. Weide
Robert B. Weide (20 de junho de 1959) é um cineasta estadunidense. Foi indicado ao Oscar de melhor documentário de longa-metragem na edição de 1999 pelo trabalho na obra Lenny Bruce: Swear to Tell the Truth. Ele também recebeu três Emmy Awards por W.C. Fields: Head Up (1986), Lenny Bruce: Swear to Tell the Truth (1999) e Curb Your Enthusiasm (2003).

## Carreira
The Marx Brothers in a Nutshell (1982)
Em 1978, enquanto fazia cursos de produção cinematográfica no Orange Coast College em Costa Mesa, Califórnia, Weide decidiu produzir um documentário sobre os irmãos Marx. The Marx Brothers in a Nutshell foi transmitido em 1982 e se tornou um dos programas de maior audiência da história da PBS.
Mort Sahl: The Loyal Opposition (1989)
Diz respeito à carreira de Mort Sahl. O projeto fazia parte da série de documentários American Masters, originalmente exibida na PBS em 1989.
Lenny Bruce: Swear to Tell the Truth (1998)
Narrada por Robert De Niro, relata a carreira do comediante Lenny Bruce. Foi indicado ao Oscar de melhor documentário de longa-metragem em 1999.
Curb Your Enthusiasm (2000)
De 2000 a 2005, Weide atuou como diretor principal e produtor executivo da série de comédia de Larry David da HBO  Curb Your Enthusiasm.  Ele se envolveu na série depois de receber um roteiro de David intitulado "Prognosis Negative". Em 1998, David disse a Weide que a HBO estava interessada em fazer um especial de comédia sobre o retorno de David ao stand-up - "aparentemente um documentário com algumas cenas dos bastidores. E ele me disse que queria que eu o dirigisse". O especial acabou sendo o início da série. Desde então, David e Weide sempre colaboraram, com Weide atuando como diretor e produtor executivo. Weide voltou com o show em 2007, dirigindo "The Anonymous Donor", e continuou como diretor convidado desde então.
Weide recebeu várias indicações ao Primetime Emmy Award por seu trabalho no programa e ganhou um Emmy em 2003 por seu trabalho como diretor durante sua terceira temporada.
How to Lose Friends & Alienate People (2008)
O primeiro longa-metragem de Weide como diretor, How to Lose Friends & Alienate People, foi lançado em outubro de 2008, com roteiro de Peter Straughan.
Woody Allen: A Documentary (2011)
O próximo documentário de Weide, Woody Allen: Um Documentario , explorou a carreira do cineasta e comediante Woody Allen como parte da série American Masters da PBS. O filme acompanha a carreira de quase sete décadas de Allen como diretor e comediante. Apresenta entrevistas com Allen, Diane Keaton , Scarlett Johansson , Martin Scorsese , Chris Rock , Owen Wilson , Larry David , Penelope Cruz e Leonard Maltin. Recebeu críticas favoráveis, tendo 90% de aprovação no Rotten Tomatoes com base em 21 comentários. O consenso crítico do site afirma: "Deixando de lado os aspectos mais polêmicos da biografia do diretor, Woody Allen: um documentário traça uma imagem interessante da obra do cineasta, ao mesmo tempo em que permite alguns vislumbres de sua intensa vida pessoal."  O crítico do New Yorker, Richard Brody , escreveu: "É uma análise detalhada de como a carreira de Allen foi moldada, desde sua juventude no Brooklyn até seu lançamento precoce como escritor de comédias, sua ascensão à fama local como comediante de stand-up e a celebridade nacional em televisão, sua mudança de roteirista para diretor dos 'primeiros filmes engraçados' para autor internacionalmente celebrado para pária e, gradualmente, de volta novamente."
Kurt Vonnegut: Unstuck In Time (2021)
Relata a vida do autor Kurt Vonnegut, ao mesmo tempo que explora o processo de realização do filme, iniciado 40 anos antes. A obra também aborda o casamento de Weide com a atriz Linda Bates, que possui paralisia supranuclear progressiva.